# Umbopilio
Umbopilio is een geslacht van hooiwagens uit de familie Sclerosomatidae.
De wetenschappelijke naam Umbopilio is voor het eerst geldig gepubliceerd door Roewer in 1956. 

## Soorten
Umbopilio is monotypisch en omvat slechts de volgende soort:
- Umbopilio paradoxus